# De Cottignon
De Cottignon foi um velejador francês, medalhista olímpico. Ele competiu nas provas de classe 2 – 3 Ton realizadas nos Jogos Olímpicos de Verão de 1900, conquistou a medalha de bronze na segunda corrida disputada a bordo do Gwendoline 2 ao lado de Ferdinand Schlatter e Émile Jean-Fontaine.